# Coproica hirtula
Coproica hirtula – gatunek muchówki z rodziny Sphaeroceridae i podrodziny Limosininae.
Gatunek ten opisany został w 1880 roku przez Camillo Róndaniego jako Limosina hirtula.
Muchówka o ciele długości od 0,7 do 1 mm. Tułów jej cechuje się obecnością 2–3 par szczecinek śródplecowych i tarczką na całej powierzchni porośniętą krótkimi szczecinkami. Użyłkowanie nieco białawych skrzydeł odznacza się drugim sektorem żyłki kostalnej nie dłuższym niż trzeci oraz żyłką medialną M1+2 zakrzywioną ku przodowi. Środkowa para odnóży ma golenie zaopatrzone w środkowe szczecinki posterodorsalne. Odwłok charakteryzuje się małym hypopygium. Samice mają po dwa długie włoski osadzone na wierzchołkach przysadek odwłokowych.
Gatunek kosmopolityczny. W Europie znany z większości krajów, w tym z Polski.